# Saison 2019-2020 du FC Porto
Maillots
Dernière mise à jour : 02 août 2020.
Chronologie
Saison précédente Saison suivante
La saison 2019-2020 du FC Porto est la 110e saison de la Primeira Liga et le 86e saison consécutive du club en championnat. Le club dispute cinq compétitions: la Primeira Liga, la Coupe du Portugal, la Coupe de la Ligue, la Ligue des champions et la Ligue Europa.

## Transferts

### Transferts estivaux
| Nom               | Nationalité | Poste             | Transfert           | Provenance/Destination   | Division                |
| ----------------- | ----------- | ----------------- | ------------------- | ------------------------ | ----------------------- |
| Arrivées          |             |                   |                     |                          |                         |
| Renzo Saravia     | Argentine   | Défenseur         | Transfert (5,5 M€)  | Racing Club              | Primera División        |
| Mamadou Loum      | Sénégal     | Milieu de terrain | Transfert (7,5 M€)  | SC Braga                 | Primeira Liga           |
| Shoya Nakajima    | Japon       | Attaquant         | Transfert (12 M€)   | Al-Duhail SC             | Qatar Stars League      |
| Zé Luís           | Cap-Vert    | Attaquant         | Transfert (8,5 M€)  | Spartak Moscou           | Premier League Russe    |
| Luis Díaz         | Colombie    | Attaquant         | Transfert (7 M€)    | Atlético Junior          | Liga BetPlay Dimayor    |
| Iván Marcano      | Espagne     | Défenseur         | Transfert (3 M€)    | AS Rome                  | Serie A                 |
| Agustín Marchesín | Argentine   | Gardien de but    | Transfert (7,5 M€)  | Club América             | Liga MX                 |
| Mateus Uribe      | Colombie    | Milieu de terrain | Transfert (9 M€)    | Club América             | Liga MX                 |
| João Costa        | Portugal    | Gardien de but    | Retour en prêt      | FC Carthagène            | Segunda División B      |
| Chidozie Awaziem  | Nigeria     | Défenseur         | Retour en prêt      | Çaykur Rizespor          | Süper Lig               |
| Jorge Fernandes   | Portugal    | Défenseur         | Retour en prêt      | CD Tonela                | Primeira Liga           |
| Saidy Janko       | Suisse      | Défenseur         | Retour en prêt      | Nottingham Forest FC     | Championship            |
| Yordan Osorio     | Venezuela   | Défenseur         | Retour en prêt      | Vitória Guimarães        | Primeira Liga           |
| Mikel Agu (en)    | Nigeria     | Milieu de terrain | Retour en prêt      | Vitória de Setúbal       | Primeira Liga           |
| Sérgio Oliveira   | Portugal    | Milieu de terrain | Retour en prêt      | PAOK Salonique           | Superleague             |
| Majeed Waris      | Ghana       | Attaquant         | Retour en prêt      | FC Nantes                | Ligue 1                 |
| Wenderson Galeno  | Brésil      | Attaquant         | Retour en prêt      | Rio Ave FC               | Primeira Liga           |
| Départs           |             |                   |                     |                          |                         |
| Éder Militão      | Brésil      | Défenseur         | Transfert (50 M€)   | Real Madrid              | Liga Santander          |
| José Sá           | Portugal    | Gardien de but    | Transfert (2,5 M€)  | Olympiakos               | Superleague             |
| Felipe            | Brésil      | Défenseur         | Transfert (20 M€)   | Atlético Madrid          | Liga Santander          |
| Fabiano           | Brésil      | Gardien de but    | Transfert (Gratuit) | Omonia Nicosie           | Marfin Laiki League     |
| Maxi Pereira      | Uruguay     | Défenseur         | Transfert (Gratuit) | Agent libre              |                         |
| Adrián López      | Espagne     | Attaquant         | Transfert (Gratuit) | CA Osasuna               | Liga Santander          |
| Yacine Brahimi    | Algérie     | Attaquant         | Transfert (Gratuit) | Al-Rayyan SC             | Qatar Stars League      |
| Hernâni           | Portugal    | Attaquant         | Transfert (Gratuit) | Levante UD               | Liga Santander          |
| Héctor Herrera    | Mexique     | Milieu de terrain | Transfert (Gratuit) | Atlético Madrid          | Liga Santander          |
| Óliver Torres     | Espagne     | Espagne           | Transfert (12 M€)   | Séville FC               | Liga Santander          |
| Mikel Agu (en)    | Nigeria     | Milieu de terrain | Transfert (Gratuit) | Vitória Guimarães        | Primeira Liga           |
| Wenderson Galeno  | Brésil      | Attaquant         | Transfert (3,5 M€)  | SC Braga                 | Primeira Liga           |
| João Costa        | Portugal    | Gardien de but    | Transfert (Gratuit) | CD Mirandés              | Segunda División        |
| Jorge Fernandes   | Portugal    | Défenseur         | Prêt                | Kasımpaşa                | Süper Lig               |
| Saidy Janko       | Suisse      | Défenseur         | Prêt                | BSC Young Boys           | Raiffeisen Super League |
| André Pereira     | Portugal    | Gardien de but    | Prêt                | Vitória de Guimarães     | Primeira Liga           |
| João Pedro        | Brésil      | Défenseur         | Prêt                | EC Bahia                 | Brasileirão             |
| Fernando Andrade  | Brésil      | Attaquant         | Prêt                | Sivasspor                | Süper Lig               |
| Chidozie Awaziem  | Nigeria     | Défenseur         | Prêt                | CD Leganés               | Liga Santander          |
| Diogo Queirós     | Portugal    | Défenseur         | Prêt                | Royal Excel Mouscron     | Division 1A             |
| Vaná Alves        | Brésil      | Gardien de but    | Prêt                | FC Famalicão             | Primeira Liga           |
| Yordan Osorio     | Venezuela   | Défenseur         | Prêt                | Zénith Saint-Pétersbourg | Premier League Russe    |

### Transferts hivernaux
| Nom           | Nationalité | Poste             | Transfert                   | Provenance/Destination | Division      |
| ------------- | ----------- | ----------------- | --------------------------- | ---------------------- | ------------- |
| Arrivées      |             |                   |                             |                        |               |
| Départs       |             |                   |                             |                        |               |
| Bruno Costa   | Portugal    | Milieu de terrain | Transfert (montant inconnu) | Portimonense SC        | Primeira Liga |
| Renzo Saravia | Argentine   | Défenseur         | Prêt                        | SC Internacional       | Serie A       |

## Préparation d'avant-saison

### Matchs amicaux
La saison 2019-2020 du FC Porto débute officiellement le samedi 6 juillet 2019 avec la reprise de l'entraînement au Centro de Treinos e Formação Desportiva PortoGaia.

## Compétitions
| Primeira Liga      | Coupe du Portugal                    | Coupe de la Ligue                 | Ligue des champions                   | Ligue Europa                                                    |
| ------------------ | ------------------------------------ | --------------------------------- | ------------------------------------- | --------------------------------------------------------------- |
| Champion 82 points | Vainqueur contre SL Benfica (1 - 2)) | Finale contre le SC Braga (0 - 1) | Troisième tour contre le FK Krasnodar | Seixième de Finale contre le Bayer Leverkusen (1 - 2) - (1 - 3) |
| 26V 4N 4D          | 5V 1N 0D                             | 4V 0N 1D                          | 1V 0N 1D                              | 3V 1N 4D                                                        |
| TOTAL : 40V 6N 10D |                                      |                                   |                                       |                                                                 |

### Primeira Liga
La saison 2019-2020 de Primeira Liga est la 86e édition du championnat du Portugal de football. La saison débute le 10 août 2019 et se terminera le 17 mai 2020. 
Les deux équipes promues de Segunda Liga sont le Gil Vicente FC, le FC Paços de Ferreira et le FC Famalicão.

### Classement
| Rang | Équipe       | Pts | J  | G  | N | P | Bp | Bc | Diff | Qualification ou relégation                                                     |
| ---- | ------------ | --- | -- | -- | - | - | -- | -- | ---- | ------------------------------------------------------------------------------- |
| 1    | FC Porto     | 67  | 28 | 21 | 4 | 3 | 56 | 18 | +38  | Qualification pour la phase de groupes de la Ligue des champions                |
| 2    | SL Benfica T | 64  | 28 | 20 | 4 | 4 | 57 | 24 | +33  | Qualification pour le troisième tour de qualification de la Ligue des champions |
| 3    | Sporting CP  | 49  | 27 | 15 | 4 | 8 | 42 | 28 | +14  | Qualification pour le phase de groupes de la Ligue Europa                       |
| 4    | SC Braga L   | 47  | 27 | 14 | 5 | 8 | 43 | 30 | +13  | Qualification pour le troisième tour de qualification de la Ligue Europa        |
| 5    | Rio Ave FC   | 44  | 28 | 12 | 8 | 8 | 38 | 29 | +9   | Qualification pour le deuxième tour de qualification de la Ligue Europa         |

1. 1 2 3  Le vainqueur de la Coupe du Portugal de football 2019-2020, FC Porto ou Benfica qualifié pour la compétition européenne de base sur la position de la ligue, l'équipe classé en troisième place sera qualifié directement en Ligue Europa donc l'équipe classé à la quatrième place au lieu de la troisième place sera qualifié au Troisième tour de qualification de la Ligue Europa et la place attribuée à l'équipe classée quatrième pour le Deuxième tour de qualification de la Ligue Europa a été transmis à la cinquième place.

#### Évolution du classement et des résultats
| Journée  | 1   | 2  | 3  | 4  | 5  | 6  | 7  | 8  | 9  | 10 | 11 | 12 | 13 | 14 | 15 | 16 | 17 | 18 | 19 | 20 | 21 | 22 | 23  | 24  | 25  | 26  | 27  | 28  | 29  | 30  | 31  | 32  | 33  | 34  | Journées en tête |
| -------- | --- | -- | -- | -- | -- | -- | -- | -- | -- | -- | -- | -- | -- | -- | -- | -- | -- | -- | -- | -- | -- | -- | --- | --- | --- | --- | --- | --- | --- | --- | --- | --- | --- | --- | ---------------- |
| Résultat | P   | V  | V  | V  | V  | V  | V  | V  | N  | V  | V  | V  | N  | V  | V  | V  | P  | V  | V  | V  | V  | V  | V   | N   | D   | V   | N   | V   | V   | V   | V   | V   | V   | D   | —                |
| Rang     | 14e | 6e | 3e | 3e | 3e | 3e | 3e | 2e | 2e | 2e | 2e | 2e | 2e | 2e | 2e | 2e | 2e | 2e | 2e | 2e | 2e | 2e | 1re | 1re | 1re | 1re | 1re | 1re | 1re | 1re | 1re | 1re | 1re | 1re | 12               |

### Coupe du Portugal
La coupe du Portugal de football 2019-2020 est la 81e édition de la Coupe du Portugal, compétition à élimination directe jusqu'aux quarts de finale mettant aux prises des clubs de football amateurs et professionnels affiliés à la Fédération portugaise de football, qui l'organise conjointement avec les ligues régionales.

### Coupe de la Ligue
La Coupe de la Ligue portugaise de football 2019-2020 est la 13e édition de la Coupe de la Ligue. 
Les 18 équipes de Primeira Liga et 15 équipes de Segunda Liga participent à cette compétition soit 33 équipes.  
| Rang | Équipe           | Pts | J | G | N | P | Bp | Bc | Diff |  | Résultats (▼ dom., ► ext.) | Por | Cha | Cas | San |
| ---- | ---------------- | --- | - | - | - | - | -- | -- | ---- |  | -------------------------- | --- | --- | --- | --- |
| 1    | FC Porto (PL)    | 9   | 3 | 3 | 0 | 0 | 8  | 2  | +6   |  | FC Porto                   |     |     |     | 1-0 |
| 2    | GD Chaves (LP)   | 6   | 3 | 2 | 0 | 1 | 4  | 4  | 0    |  | Chaves                     | 2-4 |     |     | 1-0 |
| 3    | Casa Pia (LP)    | 3   | 3 | 1 | 0 | 2 | 2  | 5  | -3   |  | Casa Pia                   | 0-3 | 0-1 |     |     |
| 4    | Santa Clara (PL) | 0   | 3 | 0 | 0 | 3 | 1  | 4  | -3   |  | Santa Clara                |     |     | 1-2 |     |

Légende : (PL) = Primera Liga, (LP) = LigaPro

### Ligue des champions
La Ligue des champions 2019-2020 est la 65e édition de la Ligue des champions, la plus prestigieuse des compétitions européennes inter-clubs. Elle est divisée en deux phases, une phase de groupes, qui consiste en huit mini-championnats de quatre équipes par groupe, les deux premières poursuivant la compétition et la troisième étant repêchée en seizièmes de finale de la Ligue Europa.

### Ligue Europa

#### Phase de Groupes de Ligue Europa
| Rang | Équipe              | Pts | J | G | N | P | Bp | Bc | Diff |  | Résultats (▼ dom., ► ext.) |     |     |     |     |
| ---- | ------------------- | --- | - | - | - | - | -- | -- | ---- |  | -------------------------- | --- | --- | --- | --- |
| 1    | FC Porto            | 10  | 6 | 3 | 1 | 2 | 8  | 9  | -1   |  | FC Porto                   |     | 1-1 | 2-1 | 3-2 |
| 2    | Rangers FC          | 9   | 6 | 2 | 3 | 1 | 8  | 6  | +2   |  | Rangers FC                 | 2-0 |     | 1-1 | 1-0 |
| 3    | BSC Young Boys      | 8   | 6 | 2 | 2 | 2 | 8  | 7  | +1   |  | BSC Young Boys             | 1-2 | 2-1 |     | 2-0 |
| 4    | Feyenoord Rotterdam | 5   | 6 | 1 | 2 | 3 | 7  | 9  | -2   |  | Feyenoord Rotterdam        | 2-0 | 2-2 | 1-1 |     |

## Statistiques
| Compétition         | Premier Match     | Dernier Match   | Début             | Termine            | Matches joués | Gagnés | Nuls | Perdus | Buts pour | Buts contre | Différence |
| ------------------- | ----------------- | --------------- | ----------------- | ------------------ | ------------- | ------ | ---- | ------ | --------- | ----------- | ---------- |
| Primeira Liga       | 10 août 2019      | 25 juillet 2020 | 1er journée       | 34e journée        | 34            | 26     | 4    | 4      | 74        | 22          | +52        |
| Coupe du Portugal   | 19 octobre 2019   | 1er août 2020   | 3e Tour           | Finale             | 7             | 6      | 1    | 0      | 18        | 3           | +15        |
| Coupe de la Ligue   | 25 septembre 2019 | 25 janvier 2020 | Phase de Groupes  | Finale             | 5             | 4      | 0    | 1      | 10        | 4           | +6         |
| Ligue des champions | 7 août 2019       | 13 août 2019    | Troisième tour    | Troisième tour     | 2             | 1      | 0    | 1      | 3         | 3           | 0          |
| Ligue Europa        | 19 septembre 2019 | 28 février 2020 | Phase des Groupes | Seixième de Finale | 8             | 3      | 1    | 4      | 10        | 14          | -4         |
| Total               |                   |                 |                   |                    | 56            | 40     | 6    | 10     | 115       | 46          | +69        |

### Statistiques individuelles

#### Compositions des matchs
| Match                           | Joueurs titulaires                                                                               | Joueurs entrés en cours de jeu                                       |                                  | Match                                                                                    | Joueurs titulaires                                                | Joueurs entrés en cours de jeu |
| ------------------------------- | ------------------------------------------------------------------------------------------------ | -------------------------------------------------------------------- | -------------------------------- | ---------------------------------------------------------------------------------------- | ----------------------------------------------------------------- | ------------------------------ |
| Gil Vicente - FC Porto 4-4-2    | Marchesín Manafá - Pepe - Marcano - Telles Corona - Oliveira - Costa - Otávio Zé Luís - Tiquinho | Marega ( 58e Corona) · Díaz ( 58e Tiquinho) · Silva ( 79e Otávio)    | FC Porto - Vitória Setúbal 4-4-2 | Marchesín Corona - Pepe - Marcano - Telles Baró - Uribe - Danilo - Díaz Marega - Zé Luís | Nakajima ( 67e Baró) · Tiquinho ( 72e Marega) · Silva ( 78e Díaz) |                                |
|                                 |                                                                                                  |                                                                      |                                  |                                                                                          |                                                                   |                                |
| Portimonense SC- FC Porto 4-4-2 | Marchesín Corona - Pepe - Marcano - Telles Otávio - Uribe - Danilo - Díaz Marega - Zé Luís       | Nakajima ( 72e Díaz) · Tiquinho ( 81e Zé Luís) · Silva ( 90e Otávio) |                                  |                                                                                          |                                                                   |                                |

#### Discipline
Inclut uniquement les matches officiels. La liste est classée par numéro de maillot lorsque le total des cartons est égal.
| R     | No.   | Nat   | Joueur            | Position  | Primeira Liga | Primeira Liga | Taça de Portugal | Taça de Portugal | Taça da Liga | Taça da Liga | Ligue des Champions | Ligue des Champions | Ligue Europa | Ligue Europa | Total  | Total        |
| R     | No.   | Nat   | Joueur            | Position  | Averti        | Carton rouge  | Averti           | Carton rouge     | Averti       | Carton rouge | Averti              | Carton rouge        | Averti       | Carton rouge | Averti | Carton rouge |
| 1     | 25    |       | Otávio            | Milieu    | 11            | 0             | 1                | 0                | 1            | 0            | 0                   | 0                   | 3            | 0            | 16     | 0            |
| 2     | 13    |       | Alex Telles       | Défenseur | 9             | 1             | 1                | 0                | 0            | 0            | 0                   | 0                   | 2            | 0            | 12     | 1            |
| 2     | 17    |       | Jesús Corona      | Attaquant | 7             | 1             | 0                | 0                | 2            | 0            | 1                   | 0                   | 2            | 0            | 12     | 1            |
| 4     | 5     |       | Iván Marcano      | Défenseur | 6             | 0             | 0                | 0                | 1            | 0            | 0                   | 0                   | 3            | 0            | 10     | 0            |
| 5     | 16    |       | Mateus Uribe      | Milieu    | 5             | 0             | 0                | 0                | 1            | 0            | 1                   | 0                   | 2            | 0            | 9      | 0            |
| 5     | 18    |       | Wilson Manafá     | Défenseur | 6             | 0             | 0                | 0                | 0            | 0            | 0                   | 0                   | 3            | 0            | 9      | 0            |
| 5     | 27    |       | Sérgio Oliveira   | Milieu    | 7             | 0             | 0                | 0                | 1            | 0            | 0                   | 0                   | 1            | 0            | 9      | 0            |
| 8     | 29    |       | Tiquinho Soares   | Attaquant | 7             | 0             | 0                | 0                | 0            | 0            | 0                   | 0                   | 0            | 1            | 7      | 1            |
| 9     | 3     |       | Pepe              | Défenseur | 5             | 0             | 0                | 0                | 0            | 0            | 0                   | 0                   | 2            | 0            | 7      | 0            |
| 9     | 7     |       | Luis Díaz         | Attaquant | 2             | 0             | 2                | 1                | 1            | 0            | 0                   | 0                   | 1            | 0            | 6      | 1            |
| 9     | 20    |       | Zé Luís           | Attaquant | 4             | 0             | 1                | 0                | 0            | 0            | 1                   | 0                   | 1            | 0            | 7      | 0            |
| 12    | 11    |       | Moussa Marega     | Attaquant | 5             | 0             | 0                | 0                | 0            | 0            | 1                   | 0                   | 0            | 0            | 6      | 0            |
| 13    | 19    |       | Chancel Mbemba    | Défenseur | 3             | 0             | 0                | 0                | 1            | 0            | 0                   | 0                   | 1            | 0            | 5      | 0            |
| 13    | 22    |       | Danilo Pereira    | Milieu    | 2             | 0             | 0                | 0                | 1            | 0            | 1                   | 0                   | 1            | 0            | 5      | 0            |
| 13    | 31    |       | Agustín Marchesín | Gardien   | 4             | 0             | 0                | 0                | 0            | 0            | 0                   | 0                   | 1            | 0            | 5      | 0            |
| 16    | 8     |       | Romário Baró      | Milieu    | 0             | 0             | 1                | 0                | 2            | 0            | 1                   | 0                   | 0            | 0            | 4      | 0            |
| 17    | 4     |       | Diogo Leite       | Défenseur | 1             | 0             | 2                | 0                | 0            | 0            | 0                   | 0                   | 0            | 0            | 3      | 0            |
| 18    | 10    |       | Shoya Nakajima    | Attaquant | 1             | 0             | 0                | 0                | 0            | 0            | 0                   | 0                   | 1            | 0            | 2      | 0            |
| 18    | 16    |       | Bruno Costa       | Milieu    | 0             | 0             | 1                | 0                | 0            | 0            | 0                   | 0                   | 1            | 0            | 2      | 0            |
| 18    | 24    |       | Renzo Saravia     | Défenseur | 0             | 0             | 1                | 0                | 1            | 0            | 0                   | 0                   | 0            | 0            | 2      | 0            |
| 21    | 9     |       | Vincent Aboubakar | Attaquant | 0             | 0             | 0                | 0                | 0            | 0            | 0                   | 0                   | 1            | 0            | 1      | 0            |
| 21    | 15    |       | Mamadou Loum      | Milieu    | 0             | 0             | 1                | 0                | 0            | 0            | 0                   | 0                   | 0            | 0            | 1      | 0            |
| 21    | 57    |       | João Mário        | Attaquant | 1             | 0             | 0                | 0                | 0            | 0            | 0                   | 0                   | 0            | 0            | 1      | 0            |
| Total | Total | Total | Total             | Total     | 86            | 2             | 11               | 1                | 12           | 0            | 6                   | 0                   | 26           | 1            | 141    | 4            |

#### Buteurs
Inclut uniquement les matches officiels. La liste est classée par numéro de maillot lorsque le total de but est égal.
| R     | No.   | Nat   | Position  | Joueur            | Primeira Liga | Taça de Portugal | Taça da Liga | Ligue des Champions | Ligue Europa | Total |
| ----- | ----- | ----- | --------- | ----------------- | ------------- | ---------------- | ------------ | ------------------- | ------------ | ----- |
| 1     | 29    |       | Attaquant | Tiquinho Soares   | 10            | 2                | 4            | 0                   | 3            | 19    |
| 2     | 11    |       | Attaquant | Moussa Marega     | 12            | 1                | 1            | 0                   | 1            | 15    |
| 3     | 7     |       | Attaquant | Luis Díaz         | 6             | 2                | 2            | 1                   | 3            | 14    |
| 4     | 13    |       | Défenseur | Alex Telles       | 11            | 1                | 1            | 0                   | 0            | 13    |
| 5     | 20    |       | Attaquant | Zé Luís           | 7             | 2                | 0            | 1                   | 0            | 10    |
| 6     | 5     |       | Défenseur | Iván Marcano      | 5             | 1                | 0            | 0                   | 0            | 6     |
| 6     | 19    |       | Défenseur | Chancel Mbemba    | 2             | 4                | 0            | 0                   | 0            | 6     |
| 8     | 27    |       | Milieu    | Sérgio Oliveira   | 3             | 1                | 0            | 1                   | 0            | 5     |
| 9     | 17    |       | Attaquant | Jesús Corona      | 4             | 0                | 0            | 0                   | 0            | 4     |
| 10    | 49    |       | Attaquant | Fábio Silva       | 1             | 2                | 0            | 0                   | 0            | 3     |
| 11    | 9     |       | Attaquant | Vincent Aboubakar | 0             | 0                | 0            | 0                   | 2            | 2     |
| 11    | 22    |       | Milieu    | Danilo Pereira    | 2             | 0                | 0            | 0                   | 0            | 2     |
| 11    | 25    |       | Milieu    | Otávio            | 2             | 0                | 0            | 0                   | 0            | 2     |
| 14    | 3     |       | Défenseur | Pepe              | 1             | 0                | 0            | 0                   | 0            | 1     |
| 14    | 4     |       | Défenseur | Diogo Leite       | 0             | 0                | 1            | 0                   | 0            | 1     |
| 14    | 10    |       | Attaquant | Shoya Nakajima    | 0             | 1                | 0            | 0                   | 0            | 1     |
| 14    | 15    |       | Milieu    | Mamadou Loum      | 1             | 0                | 0            | 0                   | 0            | 1     |
| 14    | 16    |       | Milieu    | Mateus Uribe      | 1             | 0                | 0            | 0                   | 0            | 1     |
| 14    | 18    |       | Défenseur | Wilson Manafá     | 1             | 0                | 0            | 0                   | 0            | 1     |
| 14    | 24    |       | Défenseur | Renzo Saravia     | 0             | 0                | 1            | 0                   | 0            | 1     |
| 14    | 50    |       | Milieu    | Fábio Vieira      | 1             | 0                | 0            | 0                   | 0            | 1     |
| Total | Total | Total | Total     | Total             | 70            | 17               | 10           | 3                   | 9            | 109   |

#### Clean Sheets
| No.   | Joueur            | Primeira Liga | Taça de Portugal | Taça da Liga | Ligue des Champions | Ligue Europa | Total |
| ----- | ----------------- | ------------- | ---------------- | ------------ | ------------------- | ------------ | ----- |
| 32    | Agustín Marchesín | 18            | -                | -            | 1                   | 1            | 20    |
| 31    | Diogo Costa       | 1             | 4                | 2            | -                   | -            | 7     |
| 51    | Mouhamed Mbaye    | 1             | -                | -            | -                   | -            | 1     |
| Total | Total             | 20            | 4                | 2            | 1                   | 1            | 28    |

## Équipe réserve
Le FC Porto B est une équipe de football portugais, qui constitue en pratique l'équipe réserve du FC Porto. Fondé en 1996, il est dissous en 2006 puis recréé en 2012, à la suite de la décision d'accepter en Segunda Liga les équipes réserves des clubs de l’élite.